# Edi Subaktiar
Edi Subaktiar (* 13. Januar 1994) ist ein indonesischer Badmintonspieler.

## Karriere
Edi Subaktiar siegte bei der Junioren-Badmintonasienmeisterschaft 2012 im Herrendoppel mit Arya Maulana Aldiartama und bei der Badminton-Weltmeisterschaft der Junioren desselben Jahres im Mixed mit Melati Daeva Oktavianti. Mit den genannten Partnern startete er auch bei der Indonesia Super Series 2012, schied dort jedoch in der ersten Runde des Hauptfeldes aus. Bei den Romanian International 2012 siegte er im Mixed und wurde Zweiter im Doppel. 2015 gewann er zusammen mit Gloria Emanuelle Widjaja die Austrian International.